# アールネ・トンプソンのタイプ・インデックス
アールネ・トンプソンのタイプ・インデックス（英: Aarne-Thompson type index、AT分類）とは、世界各地に伝わる昔話をその類型ごとに収集・分類したもの。
アンティ・アールネにより編纂され、スティス・トンプソンにより増補・改訂されたことから二人の名を取ってこう呼ばれている。昔話の研究においては分類体系の標準として世界的に用いられている。類型ごとにAT番号と呼ばれる番号が振り当てられ、索引（インデックス）または目録（カタログ）として参照される。もちろん、一つの話に対し複数のモチーフ類型が当てはまることもある。
アールネ＝トムソンの「昔話の型」（小澤俊夫）、アールネ/トンプソンの「民話の型」（香川大学、最上英明）、「昔話のモチーフ・インデックス」(高木昌史)などの和訳表記もみられる。
アールネ＝トンプソン＝ウター分類（Aarne–Thompson–Uther type index、ATU分類）は、ハンス＝イェルク・ウターがその編纂に加わった改訂版である。

## 履歴
フィンランドの民俗学者アンティ・アールネは、師カールレ・クローン  (Kaarle Krohn)  の勧めによって、ヨーロッパ各地の昔話800あまりをまとめた上で大きく「動物昔話」「本格昔話」「笑話・逸話」の三つに分類し、"Verzeichnis der Märchentypen" (Folklore Fellows Communications (FFC) 誌、第3巻、1910年) として発表した。
米国のスティス・トンプソンによってより多くの昔話を元に、The types of the folktale. a classification and bibliography (FFC誌、第74巻、1928年) ) として増補され、さらにその第2改訂版 ("2nd revision," FFC誌、第184巻、1961年) が発表された。
この改訂の際、アールネの三つの分類にさらに形式譚が追加された。
トンプソン以後も改訂は続けられ、2005年に、ハンス＝イェルク・ウターによってThe types of international folktales. a classification and bibliography (FFC誌、第 284-286巻) が三分冊で発表された。これは2016年に『国際昔話話型カタログ 分類と文献目録』のタイトルで日本語に翻訳・出版されている。

## 用例
たとえば、『ノルウェー民話集』収録「海の底の臼」の話と、これと酷似した日本の民話、「海の水はなぜ鹹い」(柳田國男編『日本の昔話』）は、いずれも《魔法の臼》のモチーフ(AT 565型)に分類される。同様に、グリム童話「白い花嫁と黒い花嫁」と、「米嚢粟嚢〔こめぶくろ・あわぶくろ〕」には、AT 403が当てられる。

## 分類
1. 動物昔話 (1-299)
  1. 野生動物 (1-99)
  2. 野生動物と家畜 (100-149)
  3. 野生動物と人間 (150-199)
  4. 家畜 (200-219)
  5. その他の動物 (220-299)
2. 本格昔話 (300-1199)
  1. 魔法の話 (300-749)
    - 超自然的な敵 (300-399)
    - 超自然的なまたは魔法をかけられた配偶者またはその他の近親者 (400-459)
    - 超自然的な課題 (460-499)
    - 超自然的な援助者 (500-559)
    - 超自然的な品物 (560-649)
    - 超自然的な能力または知識 (650-699)
    - その他の超自然的な話 (700-749)

  2. 宗教的な話 (750-849)
    - 神の祝福と罰 (750-779)
    - 明るみになる真実 (780-791)
    - 天国 (800-809)
    - 悪魔 (810-826)
    - その他の宗教的な話 (827-849)

  3. 短編小説的な話 (850-999)
  4. 愚かな悪魔の話 (1000-1199)
3. 笑話・逸話 (1200-1999)
4. 形式譚 (2000-2399)
  1.     - 数字、物、動物、または名前に基づく話 (2000-2020)
    - 死に関する話 (2021-2024)
    - 食に関する話 (2025-2028)
    - その他の出来事に関する話 (2029-2075)
5. その他（どれにも分類できない昔話） (2400-2499)
  1.     - 牛の皮一枚の土地（2400）[9]

## 日本の昔話
日本の昔話にAT番号を付する試みはいくつもなされている。
- 関敬吾・著『日本昔話集成』全6巻 角川書店、1950年 - 1958年

収録話数約8000。分類はAT番号によるが、さらに細分化した下位分類を行い、約650の話型を規定している。
- 関敬吾・野村純一・大島広志・編『日本昔話大成』全12巻 角川書店、1979年 - 1980年

収録話数約35,000。『日本昔話集成』の分類法を基本に、新たに90の類型を追加。
- 稲田浩二・小澤俊夫・編『日本昔話通観』全31巻 同朋舎出版、 1977年 - 1990年

収録話数約60,000。1211話型に分類。